# Nuova Zelanda ai Giochi della XXI Olimpiade
La Nuova Zelanda partecipò ai Giochi della XXI Olimpiade che si sono svolti a Montréal dal 17 luglio al 1º agosto 1976, con una delegazione di 80 atleti impegnati in 13 discipline per un totale di 52 competizioni. Portabandiera alla cerimonia di apertura fu il lottatore David Aspin, alla sua seconda Olimpiade.
Il bottino della squadra fu di due medaglie d'oro, una d'argento e una di bronzo, che valsero il diciottesimo posto nel medagliere complessivo. Le due medaglie d'oro furono le uniche conquistate dall'Oceania in questa edizione dei Giochi.

## Medaglie
| Medaglia | Nome | Sport            | Evento          |
| -------- | --- | ---------------- | --------------- |
| Oro      | John Walker | Atletica leggera | 1500 m          |
| Oro      | Paul Ackerley Jeff Archibald Arthur Borren Alan Chesney John Christensen Greg Dayman Tony Ineson Barry Maister Selwyn Maister Trevor Manning Alan McIntyre Arthur Parkin Mohan Patel Ramesh Patel | Hockey su prato  | Torneo maschile |
| Argento  | Dick Quax | Atletica leggera | 5000 m          |
| Bronzo   | Trevor Coker Simon Dickie Peter Dignan Athol Earl Tony Hurt Alex McLean Dave Rodger Ivan Sutherland Lindsay Wilson                                                                                | Canottaggio      | Otto            |